# Prullans
Prullans là một đô thị trong tỉnh Lleida, cộng đồng tự trị Cataluña Tây Ban Nha. Đô thị Prullans có diện tích là 21,09 ki-lô-mét vuông, dân số năm 2009 là 245 người với mật độ 11,62 người/km². Đô thị Prullans có cự ly km so với tỉnh lỵ Lleida.